# Осоед
Осое́д (лат. Pernis apivorus) — вид хищных птиц из семейства  ястребиных. Подвидов не выделяют. Распространён на большей части Европы и на западе Азии, на восток — до Алтая. В целом довольно редкая птица. Наиболее обычен в средней и южной тайге. Перелётный, прилетает позднее прочих хищников (на большей части ареала — в начале мая). Отлёт происходит в августе-сентябре, иногда затягивается до октября. Своё название осоед получил из-за того, что разрушает гнёзда ос и поедает их личинки. Кроме них, может питаться личинками шмелей или диких пчёл. В его рацион также входят лягушки, ящерицы, грызуны, жуки, кузнечики, мелкие птицы.

## Описание
Крупная птица с относительно длинным хвостом и узкими крыльями. Осоед достигает длины 52—60 см; размах крыльев 135—150 см. На лбу и вокруг глаз короткие, жесткие перья, напоминающие чешую. Цевка покрыта сетчатыми щитками. У взрослых птиц спинная сторона темно-бурая, брюшная — очень изменчивой окраски: от однотонно-бурой до светлой с бурым поперечным рисунком или с редкими тёмно-бурыми продольными штрихами. Маховые перья бурые с черноватыми вершинами, беловатыми основаниями и темными поперечными полосами. Рулевые перья с тремя широкими тёмными поперечными полосами — двумя у основания хвоста и одной у вершины. Встречаются птицы и одноцветно-бурые. Радужина жёлтая или оранжевая. Клюв черноватый, ноги желтые, когти черные. Молодые птицы часто имеют светлоокрашенную голову и светлые пятна на спине. Голос звучит как «кии-е» или быстрое «ки-кики». Летает обычно невысоко, полет легкий и манёвренный.

## Особенности биологии и экологии

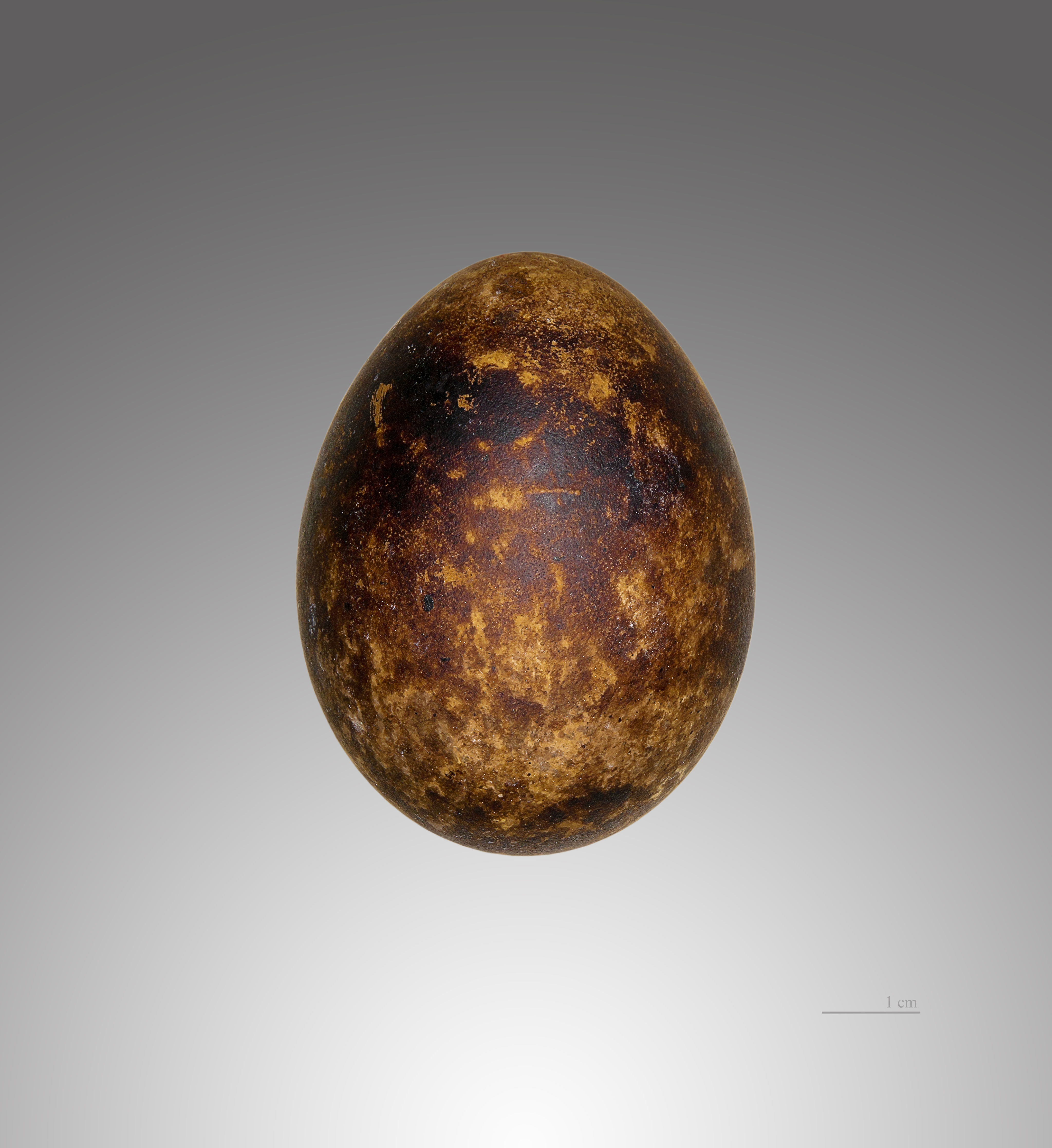
Яйцо осоеда (Pernis apivorus)

Гнездящаяся перелётная птица с широким разрывом между областями гнездования и зимовки (зимует в тропических лесах Африки). Гнездится на деревьях, часто у опушки, гнёзда обязательно «украшены» зелеными веточками с листьями. Кладка поздняя, в конце мая — в июне, состоит из двух, редко одного или трёх ярких красно-коричневых, часто с белым яиц. Насиживают оба родителя около месяца. Птенцов в гнезде бывает один-два. Подросшие птенцы выбираются из гнезда с ещё недоросшими маховыми перьями и долго держатся около него.